# Яныково
Яныково (мар. Янык) — деревня в Медведевском районе Республики Марий Эл. Входит в состав Руэмского сельского поселения.

## География
Находится у западной границы районного центра поселка Медведево.

## История
Упоминается с 1795 года как выселок Нолинской волости из деревни Ноля-Вершина с 16 дворами. В 1914—1917 годах здесь проживали 100 жителей. В советское время работал колхоз «2-я пятилетка» и сельхозопытная станция.

## Население
Население составляло 75 человек (русские 89 %) в 2002 году, 102 в 2010.